# Ennezat
Ennezat är en kommun i departementet Puy-de-Dôme i regionen Auvergne-Rhône-Alpes i centrala Frankrike. Kommunen ligger i kantonen Ennezat som tillhör arrondissementet Riom. År 2022 hade Ennezat 2 658 invånare.

## Befolkningsutveckling
Antalet invånare i kommunen Ennezat
| Referens: INSEE |